# L.A.コールドケース
『L.A.コールドケース』（エル・エー・コールドケース、原題：City of Lies）は、2018年のイギリス・アメリカ合衆国のクライム映画。監督はブラッド・ファーマン、出演はジョニー・デップとフォレスト・ウィテカーなど。
1990年代に起きた、アメリカ合衆国のラッパーである2パックとノトーリアス・B.I.G.の殺害事件を描いたベストセラー・ノンフィクション『LAbyrinth』を映画化した作品で、未解決事件を追い続けるLAPDの元刑事と彼を取材する記者が事件の裏に隠された真相へと迫っていくさまを描いている。

## キャスト
- ラッセル・プール（英語版）: ジョニー・デップ - 元LAPD刑事。事件の未解決で担当を外された過去を持つ。
- ジャック・ジャクソン: フォレスト・ウィテカー - ジャーナリスト。
- ドレッドロックス: ロックモンド・ダンバー
- ラファエル・ペレス（英語版）: ニール・ブラウン・ジュニア（英語版）
- エドワーズ: ザンダー・バークレー
- フランク・ライガ（英語版）: シェー・ウィガム
- ミーガン・プール: ウィン・エヴェレット（英語版） - ラッセルの妻。
- フレッド・ミラー刑事: トビー・ハス - ラッセルの相棒。
- デヴィッド・マック（英語版）: シャミア・アンダーソン（英語版） - 汚職警官。
- オシェア警部補: デイトン・キャリー（英語版）
- ケヴィン・ゲインズ（英語版）: アミン・ジョセフ（英語版） - 汚職警官。
- ダントン: ローレンス・メイソン（英語版） - FBI捜査官。
- ストーン: ルイス・ハーサム（英語版） - 裁判でラッセルを弁護する市法務官。
- リース巡査部長: キース・ザラバッカ
- ファスロ警視: ピーター・グリーン
- ヴァーニー: マイケル・パレ
- サイコ・マイク: グレン・プラマー
- リーズ巡査部長: ケヴィン・チャップマン
- 警察本部長: オッバ・ババタンデ（英語版）

## 作品の評価
Rotten Tomatoesによれば、49件の評論のうち高評価は51%にあたる25件で、平均点は10点満点中6点となっている。
Metacriticによれば、12件の評論のうち、高評価は3件、賛否混在は7件、低評価は2件で、平均点は100点満点中44点となっている。